# هورنبوستيل-ساكس

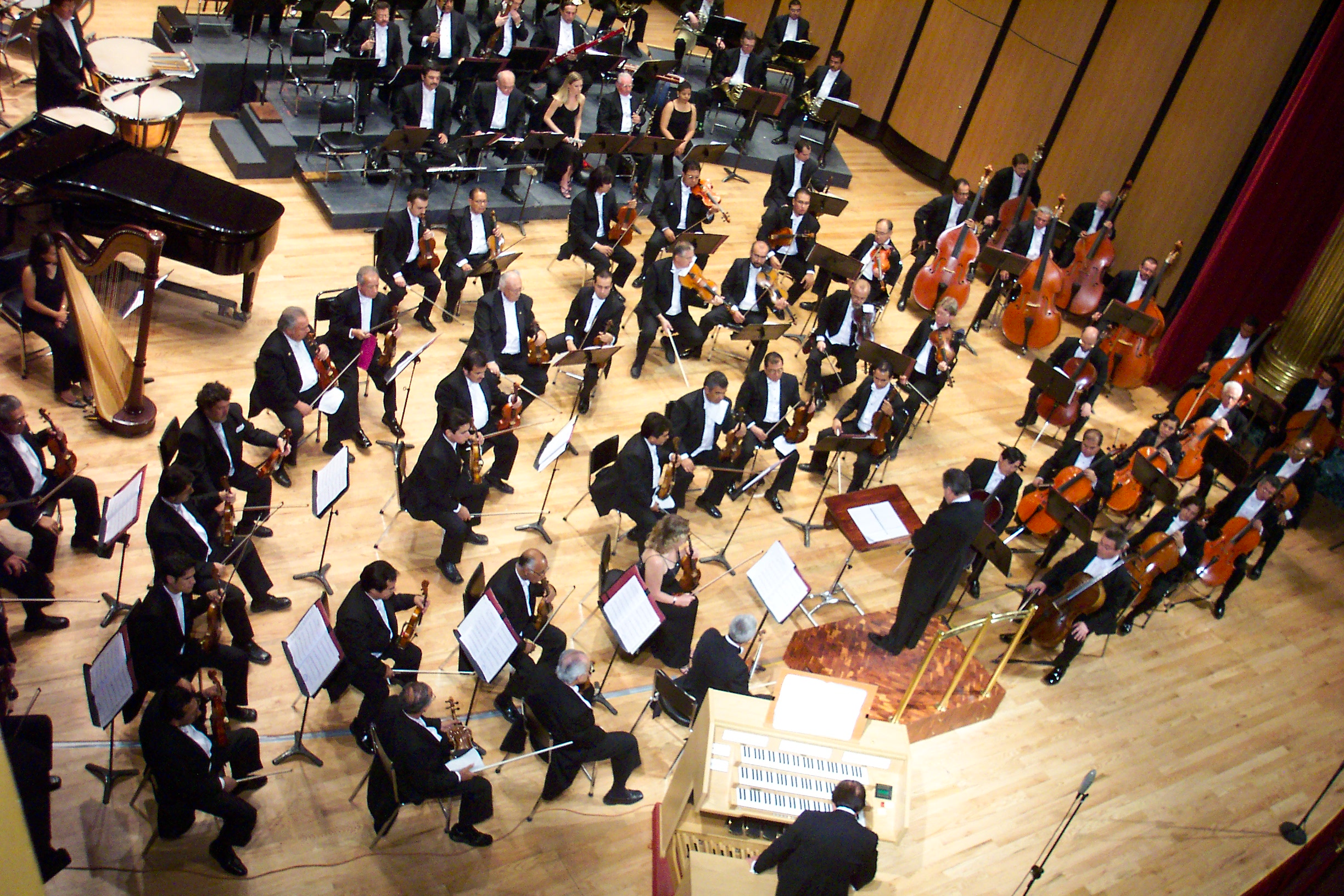

هورنبوستيل-ساكس (بالإنجليزية: Hornbostel–Sachs)‏ أو ساكس-هورنبوستيل (بالإنجليزية: Sachs–Hornbostel)‏ نظام لتصنيف الآلات الموسيقية أسسه إيريك موريتز فون هورنبوستيل وكورت ساكس، ونشر أول مرة في "Zeitschrift für Ethnologie" سنة 1914. نشرت نسخة مترجمة إلى الإنجليزية في «مجلة مجتمع غالبين» سنة 1961. هو أكثر أنظمة تصنيف الآلات الموسيقية استعمالا بين علماء موسيقى الشعوب وعلماء الأرغنوة (علم دراسة الآلات الموسيقية). تم تحديث النظام كجزء من عمل مشروع تصنيف الآلات الموسيقية على الأنترنيت "(Musical Instrument Museums Online (MIMO" سنة 2011.
بنى هورنبوستيل وساكس أفكارهما على نظام أسسه فيكتور-شارلز ماهيلون القيم على كونسرفاتوار بروكسل الملكي في القرن 19. قسم ماهيلون الآلات إلى أربعة تصنيفات واسعة وفق طبيعة الجسم المنتج للصوت: عمود هوائي؛ وتر؛ غشاء؛ وجسم الآلة. بناء على هذه القاعدة وسع هورنبوستيل وساكس نظام ماهيلون ليصبح مناسبا لتصنيف أية آلة من أية ثقافة.
تمت صياغة هورنبوستيل-ساكس رسميا وفق تصنيف ديوي العشري للمكتبات ويتكون من خمس تصنيفات رئيسية وعدة تصنيفات متفرعة منها، لتصبح في المجموع 300 تصنيفات أساسية. التصنيفات الخمسة الرئيسية هي كالتالي:

## الآلات ذاتية التصويت (1)

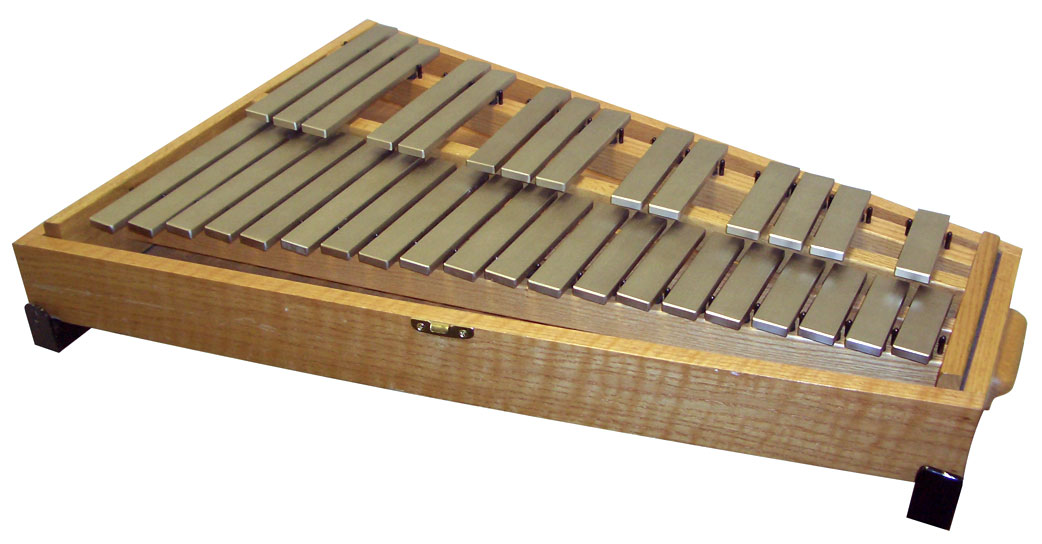
صورة للغلوكنسبيل الحديث

الآلات ذاتية التصويت تنتج صوتها أساسا عن طريق اهتزاز جسم الآلة وليس وتر أو غشاء أو عمود هوائي. تتضمن هذه المجموعة عموما كل الآلات الإيقاعية باستثناء الطبول، بالإضافة إلى بعض الآلات الأخرى. في تصنيف هورنبوستيل-سلكس تصنف الآلات ذاتية التصويت وفق الطريقة التي تعزف بها الآلة، وتنتج عن ذلك أربعة تصنيفات: إيديوفونات المضروبة (11)، إيديوفونات المنقورة (12)، إيديوفونات الاحتكاك (13)، وإيديوفونات المنفوخة (14). هذه المجموعات مقسمة حسب عدة شروط، وتقسم التصنيفات الفرعية في عدة حالات إلى تصنيفات فردية تتضمن آلة واحدة أو نوع من الآلات. تتضمن الآلات ذاتية التصويت والخشبية، الماريمبا، معزف الأجراس، والآلة الأنبوبية.

### آلات ذاتية التصويت مضروبة (11)
هذه الآلات ذاتية التصويت تهتز نتيجة للضرب مثل الخشبية والصنج.

### آلات ذاتية التصويت منقورة (12)
تسمى أيضا «لاميلافونات» وهي آلات ذاتية التصويت تهتز نتيجة لنقرها؛ مثل قيثار اليهود والكاليمبا.

### آلات ذاتية التصويت احتكاكية (13)
هي آلات ذاتية التصويت تفرك لتنتج صوتا مثل «كمان المسمار» وهي آلة وترية ذات قوس بها قطع صلبة من المعدن أو الخشب بدل الأوتار.

### آلات ذاتية التصويت منفوخة(14)
هي آلات ذاتية التصويت تهتز نتيجة لحركة الهواء، مثل الAeolsklavier وهي آلة تحتوي على عدة قطع خشبية تهتز عندما ينفخ عليها الهواء باستخدام كير.

## الآلات الجلدية (2)
الآلات الجلدية تنتج صوتها أساسا عن طريق اهتزاز غشاء ضيق، وتتضمن هذه المجموعة كل الطبول.

### آلات جلدية مضروبة (21)
الطبول المضروبة هي آلات بها غشاء يضرب، هذا يتضمن أغلب أنواع الطبول مثل الدفية والطبلة الجانبية.

### آلات جلدية منقورة (22)
آلات تحتوي على وتر متصل بالغشاء ليهتز الغشاء عندما ينقر الوتر.

### آلات جلدية احتكاكية (23)
آلات يهتز فيها الغشاء نتيجة للاحتكاك، وهذه الطبول تفؤك بدل أن تضرب.

### آلات جلدية غنائية (24)
تتضمن هذه المجموعة «الكازو» وهي آلة لا تنتج صوتا خاصا بها بل تغير أصوات أخرى من خلال غشاء هزاز.

## الآلات الوترية (3)
آلة وترية تنتج صوتها أساسا عن طريق اهتزاز وتر أو أوتار ممتدة بين نقط ثابة، وتتضمن هذه المجموعة كل الآلة المسمات عموما «آلات وترية» في الغرب، بالإضافة إلى عدة آلات المفاتيح (لكن ليس كلها) مثل البيانو والهاربسكوردات.

### آلات وترية بسيطة (31)
آلات تتكون ببساطة من وتر أو أوتار وحامل أوتار، قد تتضمن هذه الآلات صندوقا رنانا لكن إزالته لا يجب أن تجعل الآلة غير قابلة للعزف، ولكن ذلك قد يؤدي إلى تغيير في الصوت المنتج. وتتضمن البيانو وزيثرات أخرى مثل الكوتو.

### آلات وترية مركبة (32)
هي الآلات الغير كهربائية والإليكتروكوستيكية التي تتضمن جسما رنانا كعضو أساسي بالإضافة إلى الكوردفونات الكهربائية صلبة الجسم. وتتضممن معظم الآلات الوترية الغربية مثل الالآلات العودية كالكمان والغيتار والقيثار.

## الآلات الهوائية (4)
الآلات الهوائية تنتج صوتها أساسا عن طريق جعل الهواء يهتز، لكن الآلة لا تهتز ولا تتضمن أوتارا أو أغشية مهتزة.

### الآلات الهوائية الحرة (41)
هي آلات لا تحتوي الهواء المهتز داخلها مثل صافرات الإنذار.

### الآلات الهوائية غير الحرة (42)
هي آلات تحتوي الهواء المهتز، وتتضمن هذه المجموعة أغلب الآلات التي تسمى «آلات هوائية» في الغرب مثل الفلوت والهورن.

## آلة موسيقية إلكترونية (5)
- 51. الآلات التي تعمل بآلية كهربائية
- 52. الآلات التي يضخم صوتها كهربائيا
- 53. الآلات الراديو-كهربائية: آلات ينتج فيها الصوت كهربائيا

تمت إضافة التصنيف الرئيسي الخامس وهو تصنيف الآلة الموسيقية الإلكترونية من طرف ساكس سنة 1940 لوصف الآلات التي تحتوي على الكهرباء قسم ساكس تصنيفه الخامس إلى ثلاثة تصنيفات فرعية: 51=الآلات التي تزيد الكهرباء من حدتها؛ 52=الآلات التي تضخم الكهرباء صوتها؛ 53=الآلات التي تنتج الصوت أساسا عن طريق المذبذبات الكهربائية، مثل الثيرمين والسنثسيزر والتي سماها آلات راديو-كهربائية. أضاف فرانسيس ويليام غالبين تصنيفا مثل هذا في نظام تصنيفه الذي يشبه نظام ماهيلون أكثر من ساكس-هورنبوستيل. فعلى سبيل المثال يذكر غابلين في كتابه «كتاب أوروبي حول الآلات الموسيقية» الصادر سنة 1937 إلكتروفونات ويقسمها إلى ثلاث مجموعات من الدرجة الثانية تتعلق بإنتاج الصوت («بالتذبذب»، «كهرومغناكيسية»، و «الكهربائية الساكنة»)، بالإضافة إلى مجموعات من الدرجتين الثالثة والرابعة متعلقة بتقنية التحكم. اقترح ساكس نفسه التصنيفات الفرعية 51 و 52 و 53 في الصفحات 447-467 في كتابه «تاريخ الآلات الموسيقية» الصادر سنة 1940. لكن النسخة الأصلية من النظام لم تعترف بوجود هذا التصنيف الخامس.
اقترح علماء موسيقى الشعوب المعاصرون مثل مارغاريت كارتومي وإيلينغسون أن 53 تصنيفا فرعيا يجب أن يتبقى في تصنيف الآلات الموسيقية الإلكترونية وذلك للحفاظ على جوهر نظام هورنبوستيل-ساكس الأصلي وتصنيفه المتعلق بإنتاج الصوت الأولي للآلة.